# Lemmings (datorspel från 2006)
Lemmings är ett datorspel från 2006, utvecklat av Team 17 som en ny version av Lemmings från 1991.
Spelet släpptes först på Playstation Portable (PSP) den 23 maj 2006 och hösten samma år för Playstation 2 och Playstation 3. Nordisk distributör var Nordisk Film Interactive.
Spelupplägget var väsentligen som originalet och byggde på att man skulle leda figurer genom en bana genom att tilldela dem olika egenskaper. Samtliga 120 banor från originalet fanns med i den nya versionen. Till det tillkom 36 nya banor samt möjligheten att bygga egna banor och ladda ner ytterligare.

## Mottagande
PSP-versionen av Lemmings fick överlag positiva recensioner.
Även i Sverige fick PSP-versionen positiva recensioner. Mattias Boström för Pressens Mediaservice med publicering i flera tidningar menade att Lemmings för PSP var "på många sätt det perfekta bärbara spelet". Albin Damberg i Smålandsposten menade att det var "ett utmärkt spel som håller väldigt länge". Även Björn Hellström i Sydsvenskan var mycket positiv, men påpekade att det inte var så många nya banor för den som redan spelat originalet.